# Festung Tschingel

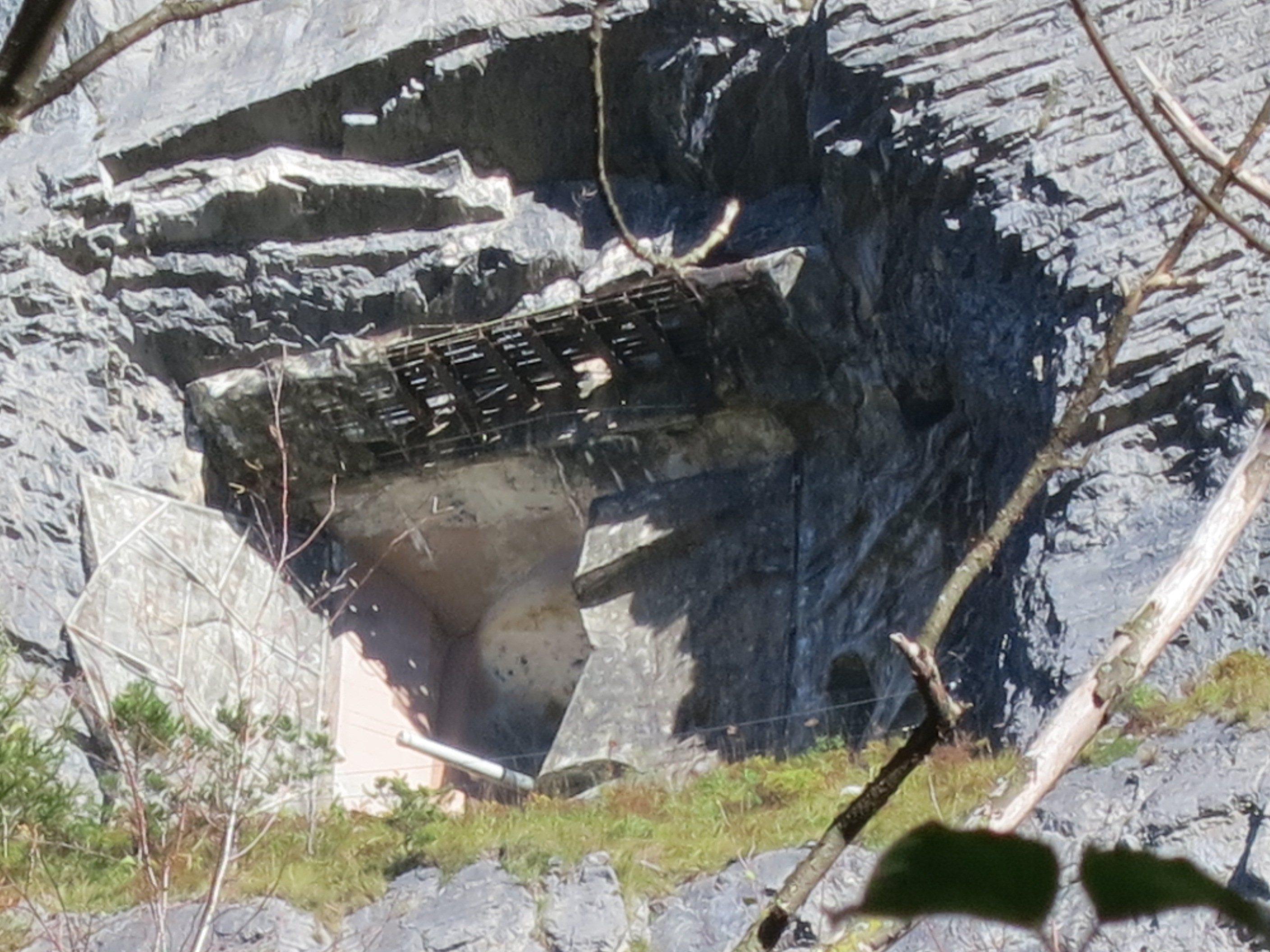
Scharte mit Kanone

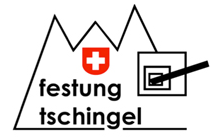
Logo Festungsverein Tschingel

Die Festung Tschingel (Armeebezeichnung A 6225) ist eine 1940 erbaute, unterirdische Verteidigungsanlage in der Felswand des Fläscherbergs, Gemeinde Fläsch. Sie ist die grösste Artilleriefestung im Schweizer Kanton Graubünden und bildet den östlichsten Eckpfeiler der Festung Sargans. Sie war Teil der Sperrstelle Ellhorn (Sperrstellen Nr. 1307) und gehörte zur Festungsbrigade 13. Die Anlage wurde per 1. Januar 2000 deklassiert.

## Auftrag
Die Festung hatte den Auftrag, die Panzersperre in der Sarganser- und Melserau im Direktschuss mit den vier Panzerabwehrkanonen zu schützen, falls die Hauptsperren am Schollberg durchbrochen worden wären. Sie konnte mit den üblichen 10,5 cm Granaten bis in den Raum Seeztal wirken. Tschingel hätte von der Festung Furggels mit seinen vier 15 cm Bunkerkanonen Feuerunterstützung erhalten. Der Panzerabwehrauftrag galt bis 1984, als die benötigte Munition zurückgezogen wurde.
Wegen seiner zentralen Lage, die einen guten Überblick über den Festungsraum Sargans ermöglichte, beherbergte Tschingel nicht nur die Feuerleitstelle der Artillerieabteilung von vier Festungen, sondern war auch Antennenstandort für den UKW-Sender der Festung Sargans, von dem aus das Radio der Festungsregion gesendet hätte.

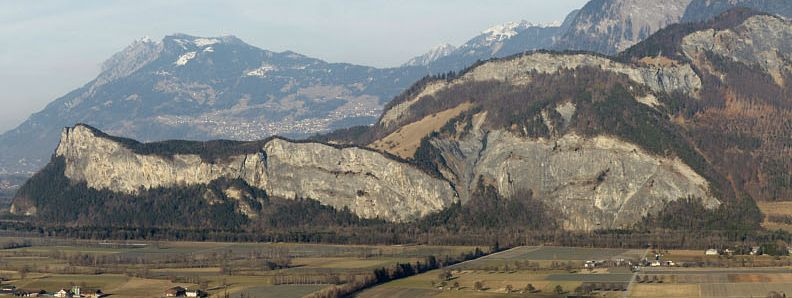
Ellhorn 758 m – Heidenkopf 719 m – Ellstein 792 m, mit vorgelagerter Sarganserau
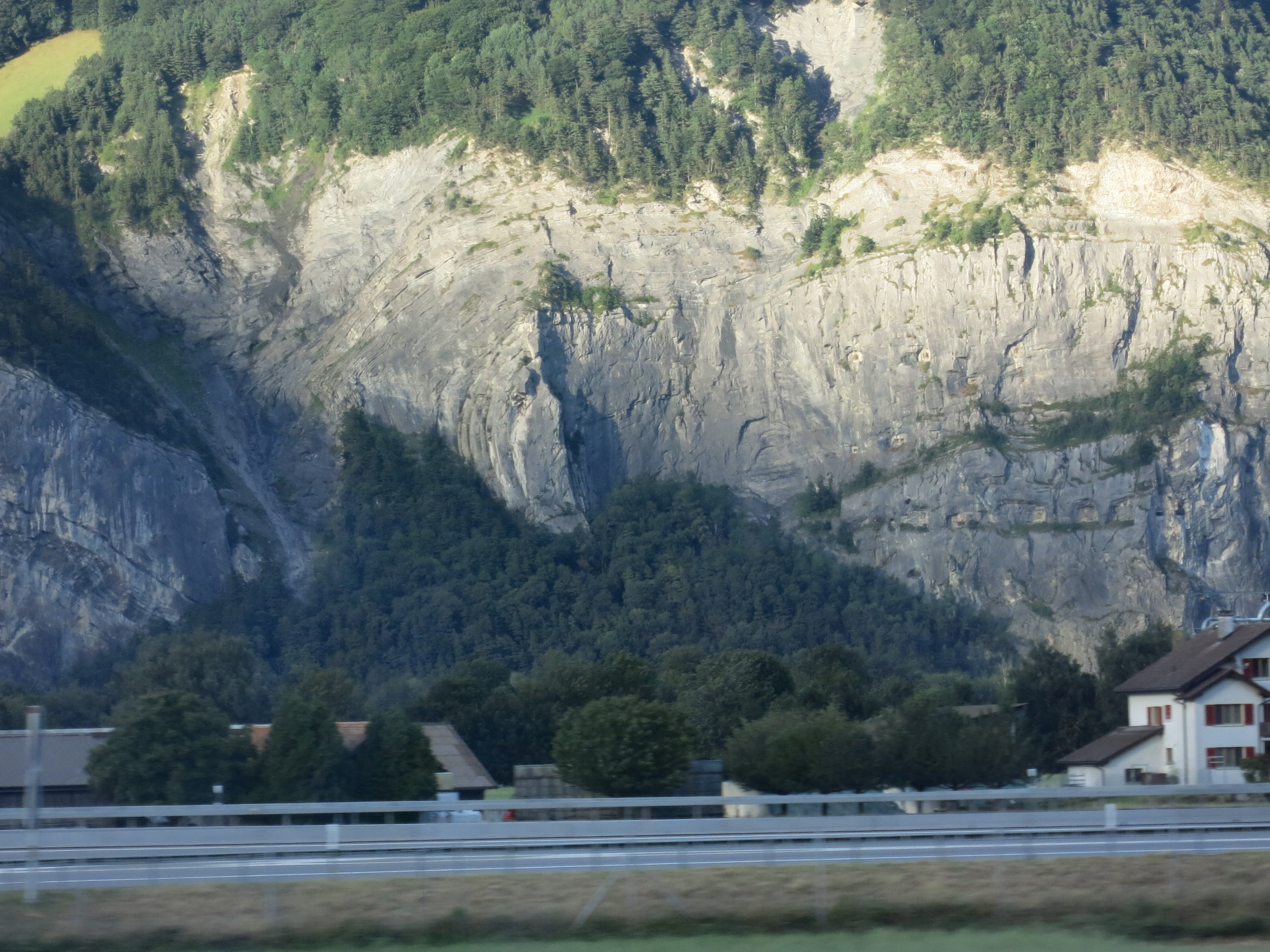
Festungswand Tschingel (Ellstein) mit Scharten, Blick von Autobahn
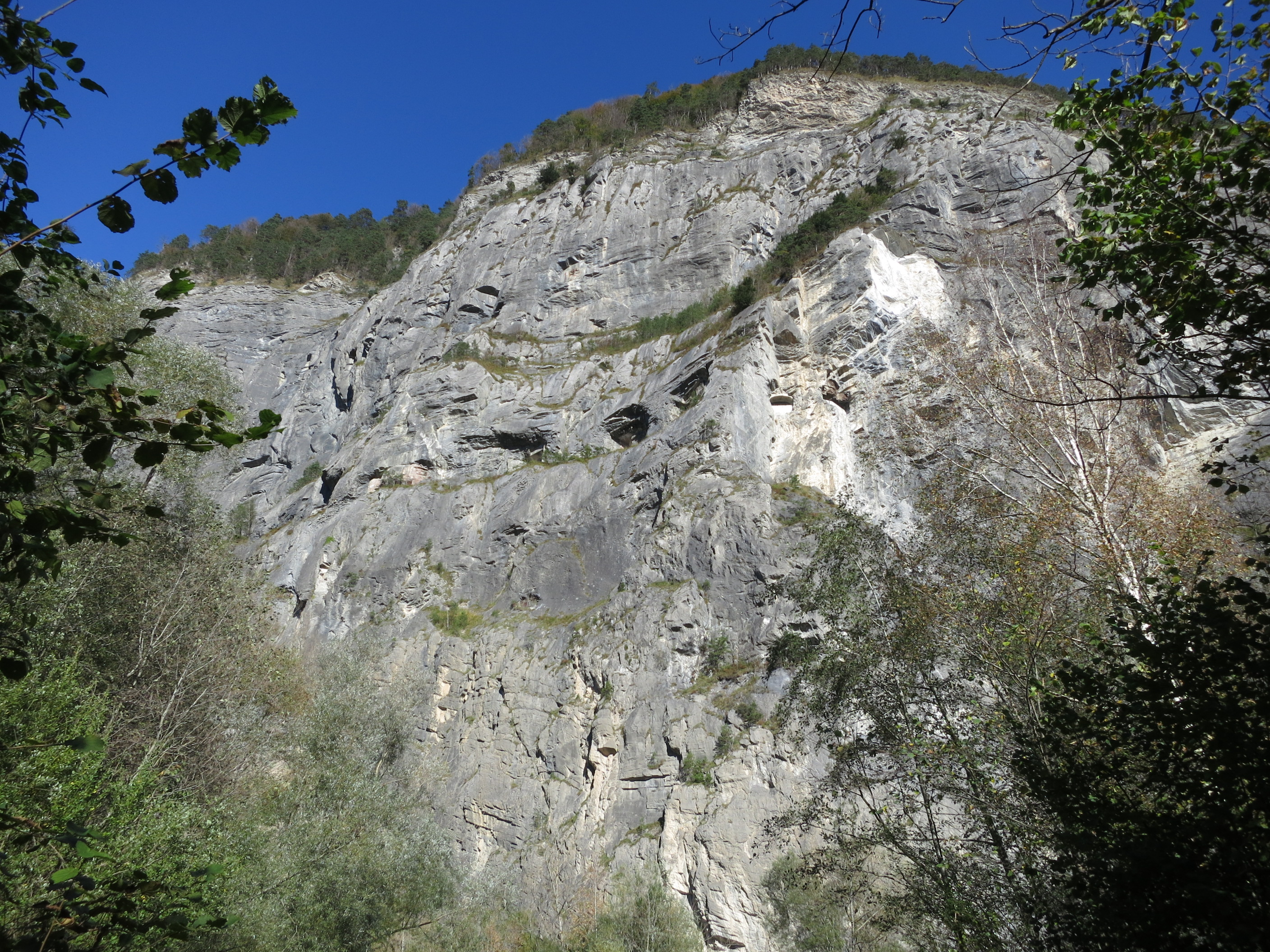
Tschingelwand

## Geschichte
Das Werk wurde als Teil der Festung Sargans ab 1938 geplant und ab 1940 erbaut. Die Schweizer Armee erwarb das entsprechende Grundstück von der Gemeinde Fläsch. Die vierstöckige Festung ist aus dem massiven Fels ausgebrochen worden und mit 4 km Gängen verbunden. Das vorgelagerte Sperrgelände, die Sarganserau, konnte bis 80 cm geflutet werden.
Die Festung wurde in den 1960er-Jahren während des Kalten Krieges renoviert und den gestiegenen Anforderungen angepasst. Der Mannschaftsteil wurde AC-sicher umgebaut und mit Überdruck betrieben.
Wegen eines Felsabbruchs in den 1970er-Jahren musste eine neue Luftseilbahn für das Material und ein neuer Fussweg zum Haupteingang erstellt werden.

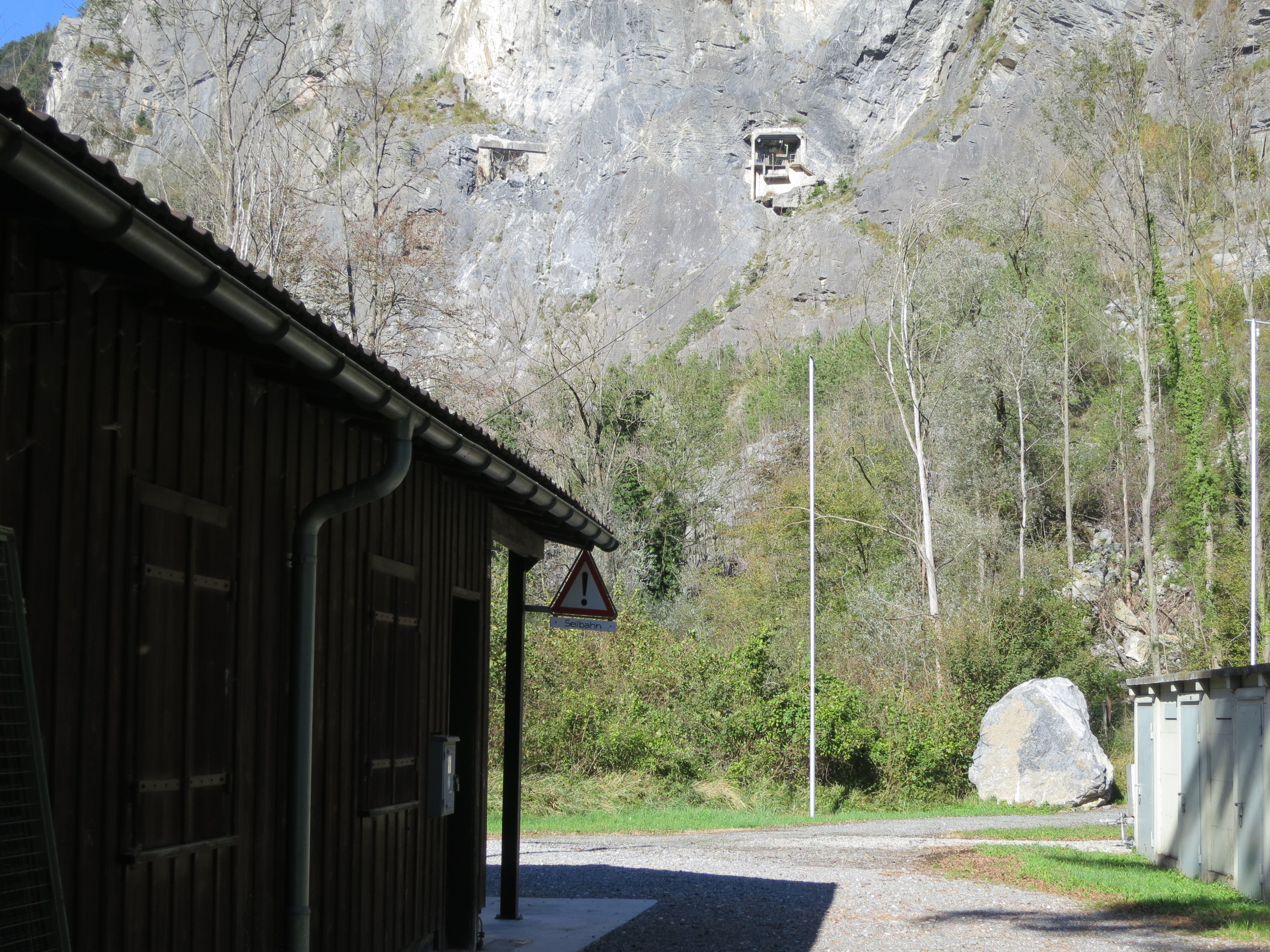
Militärseilbahn
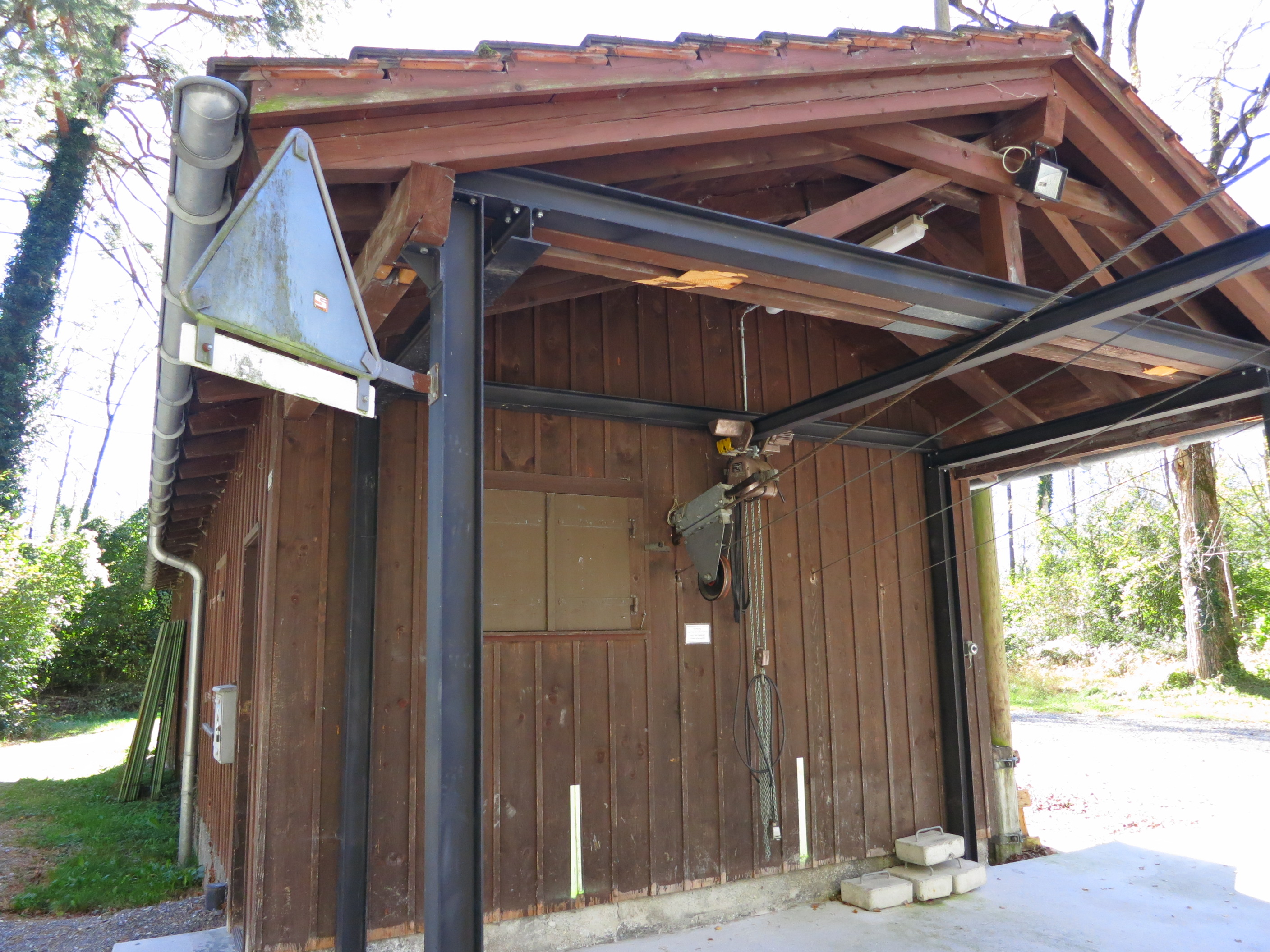
Talstation
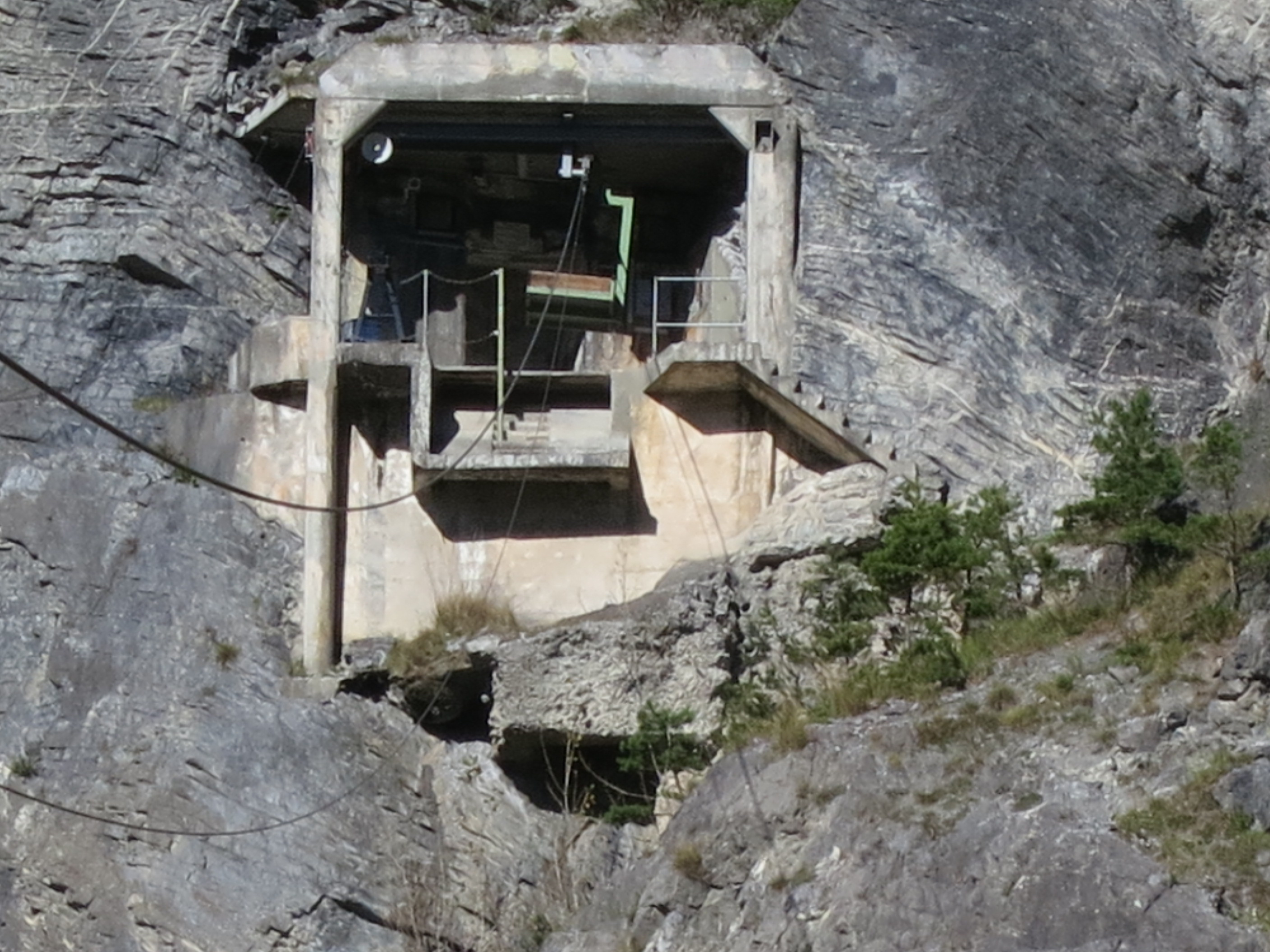
Bergstation, vor dem Felsabbruch Haupteingang zum Werk
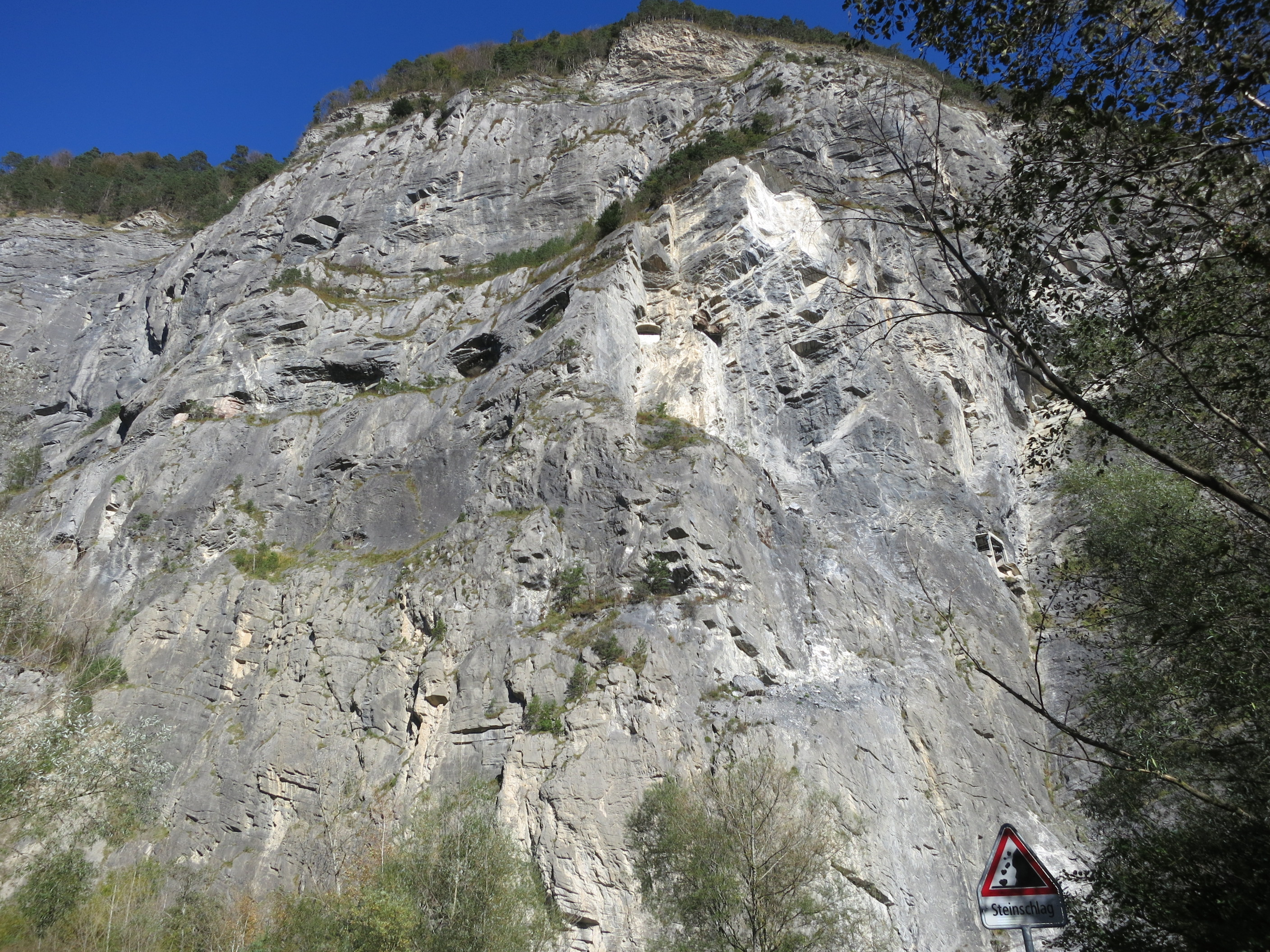
Felsabbruch

## Artilleriewerk Tschingel
Die Werkinfrastruktur war für die für den Betrieb notwendigen rund 160 Mann so ausgelegt, dass das Betriebspersonal über einen längeren Zeitraum unabhängig überleben und seinen Auftrag sicherstellen konnte. Neben der Notstromanlage gab es eine leistungsfähige Lüftung, grosse Trinkwasserreserven und Lebensmittelversorgung, Treibstoffvorräte, ein Notspital, sowie grosse Munitionslager und Ersatzteile für die Waffen und technischen Geräte sowie eine Bestattungsnische.

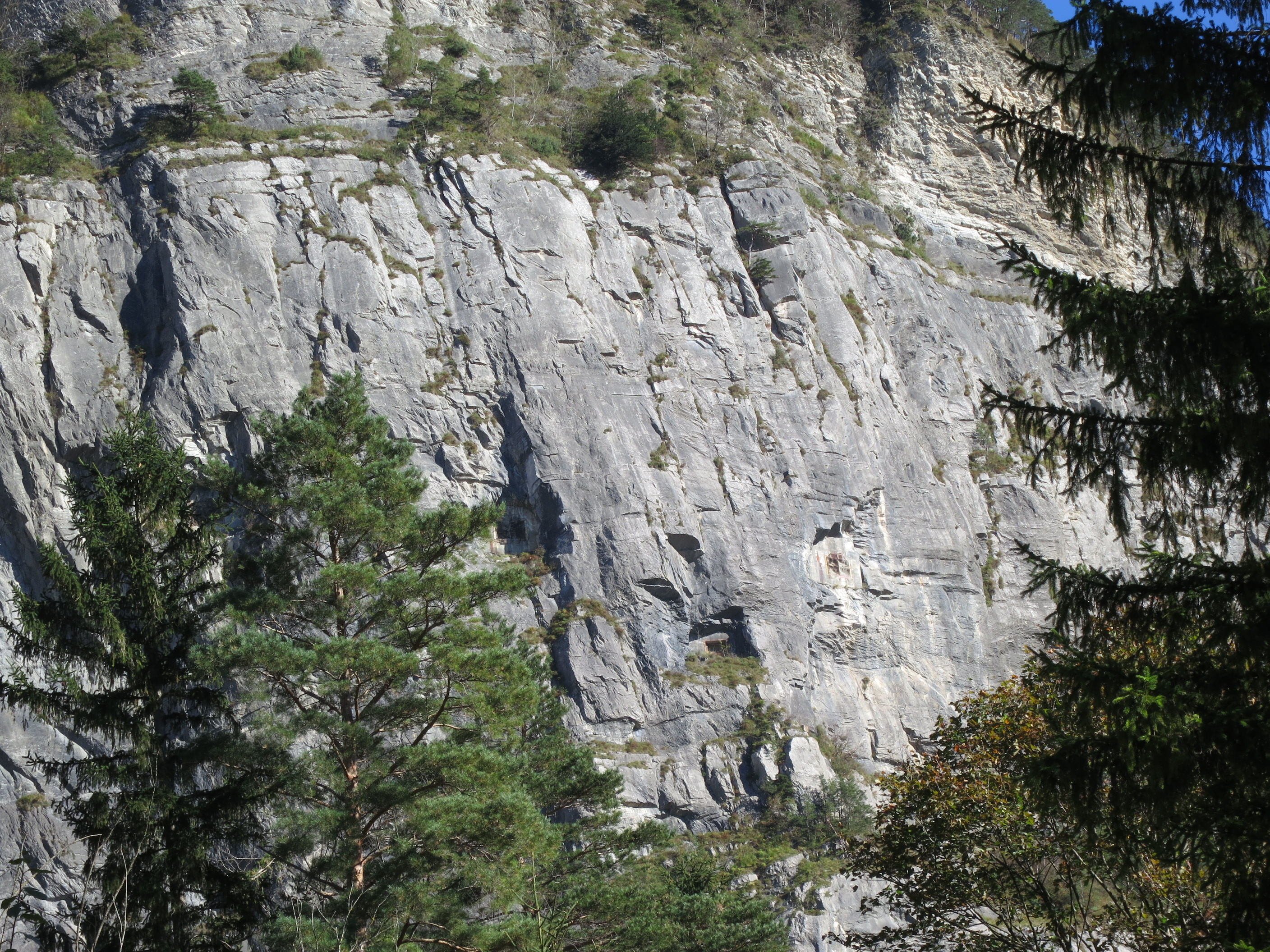
Scharten 4. Etage
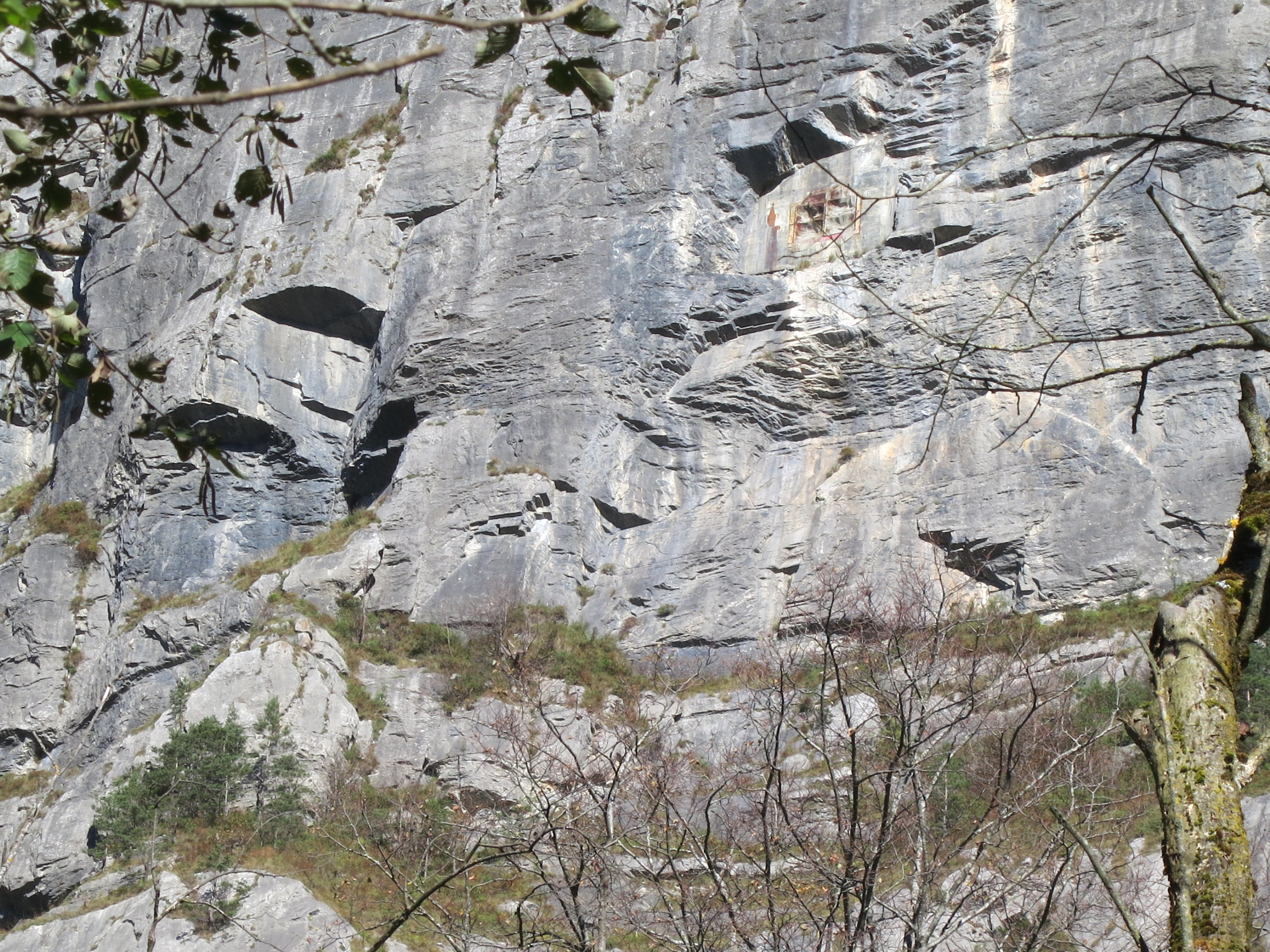
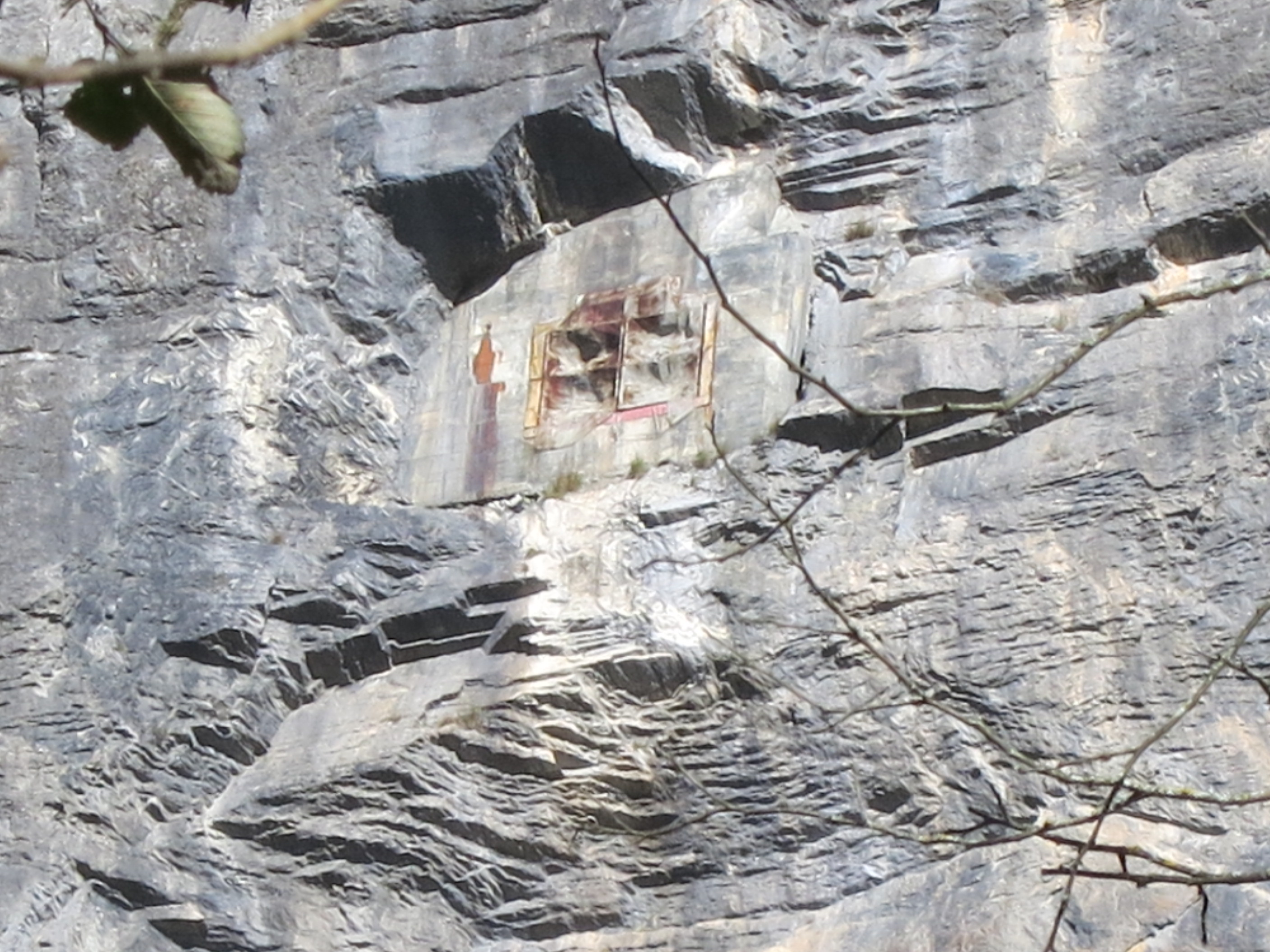

In der 4. Etage (150 Meter über der Ebene) waren die Scheinwerfer für die Nachtbeleuchtung der Sperrgelände Melser- und Sarganserau, in der 3. Etage die Maschinengewehrstände und Beobachtungsposten und in der 2. Etage die Kanonen eingebaut. Eine 7,5 cm Bunkerkanone und eine Maschinengewehrverteidigung schützten den Haupteingang in der 1. Etage. Die Scheinwerfer wurden in den 1950er-Jahren wieder ausgebaut, da sie ein leichtes Ziel für den Gegner gewesen wären. An ihrer Stelle wurde eine UKW-Antenne für den Festungsraum Sargans eingebaut.

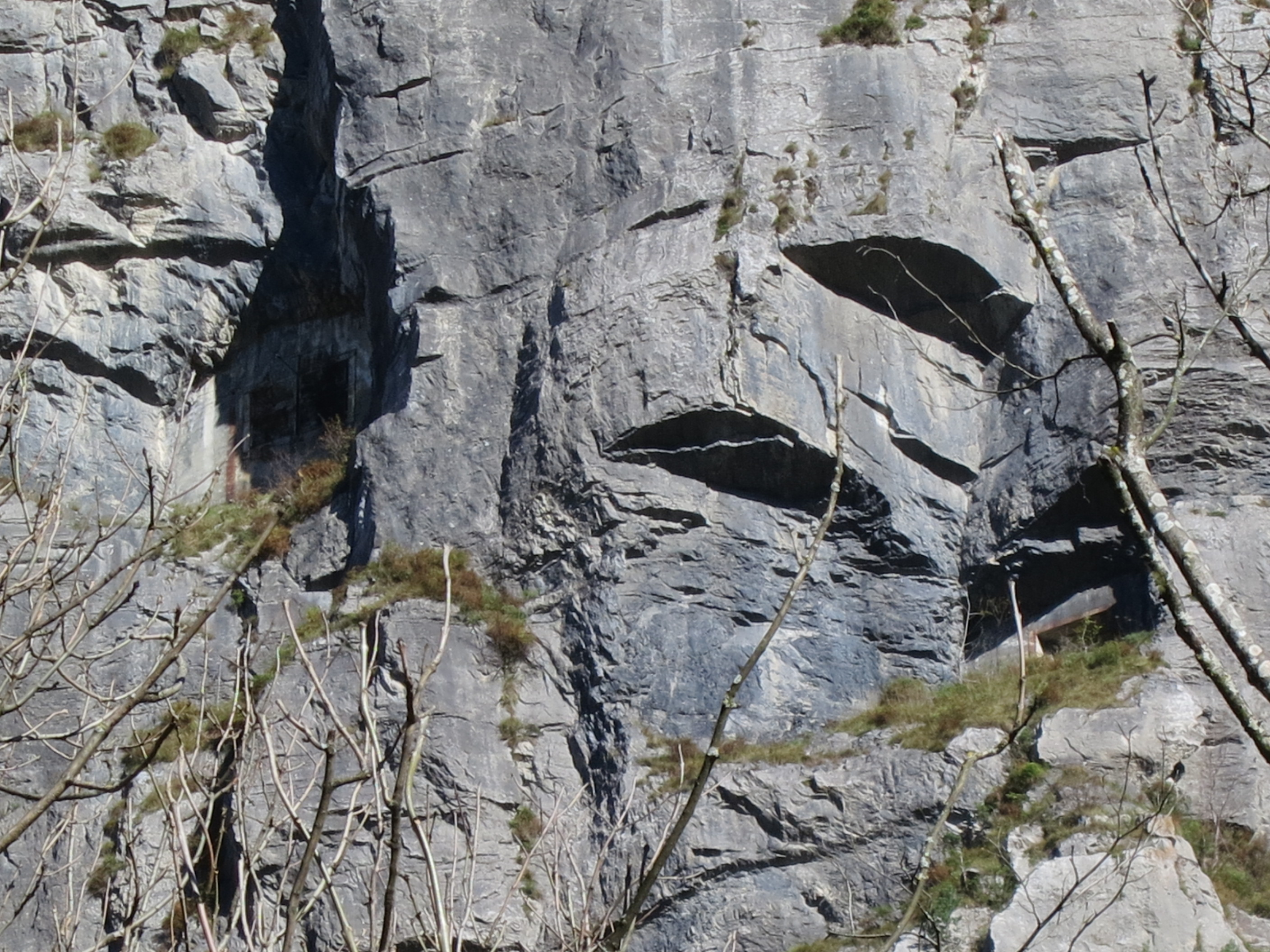
Scharten 4. und 3. Etage
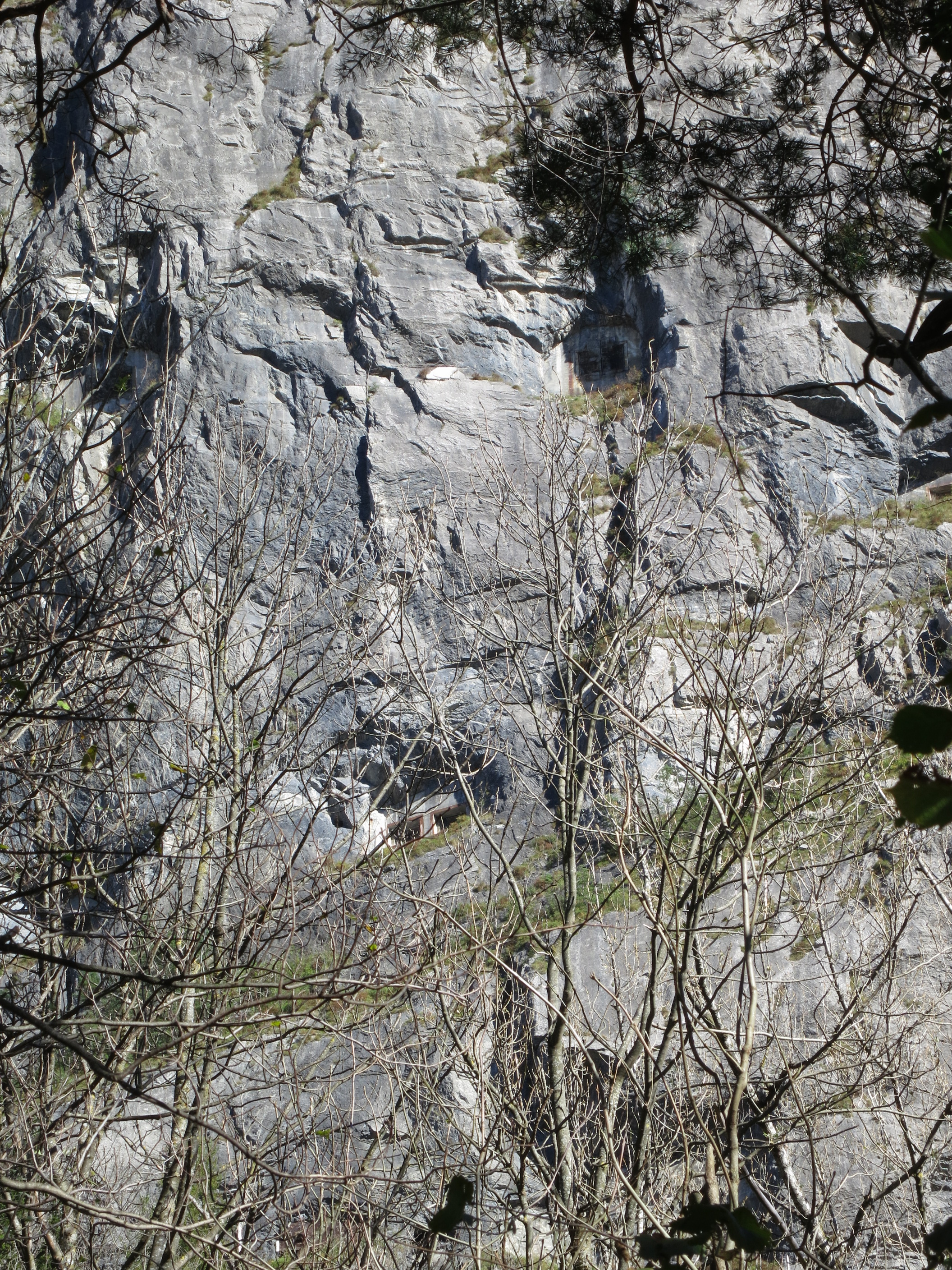
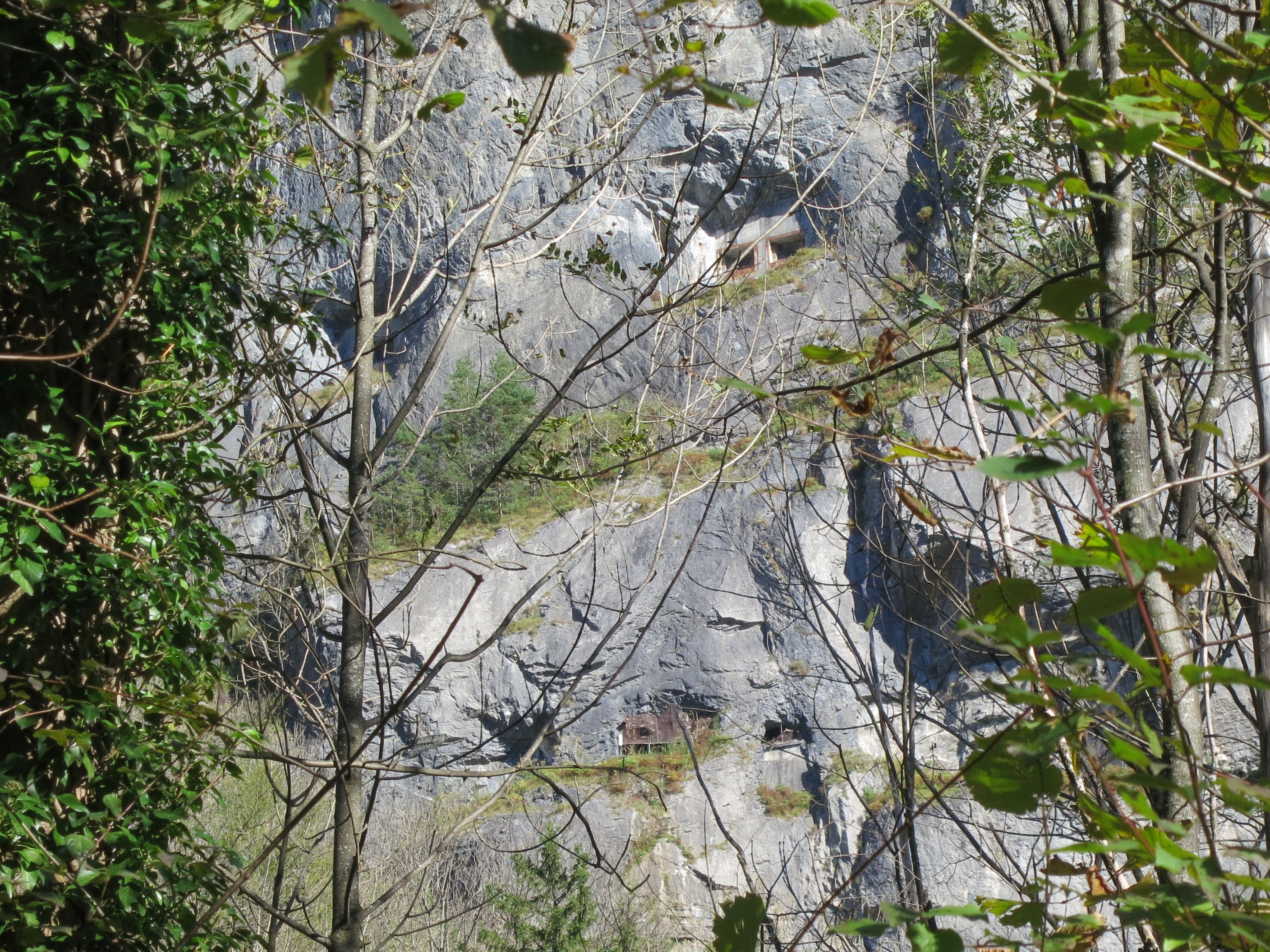
Scharten 3. und 2. Etage West
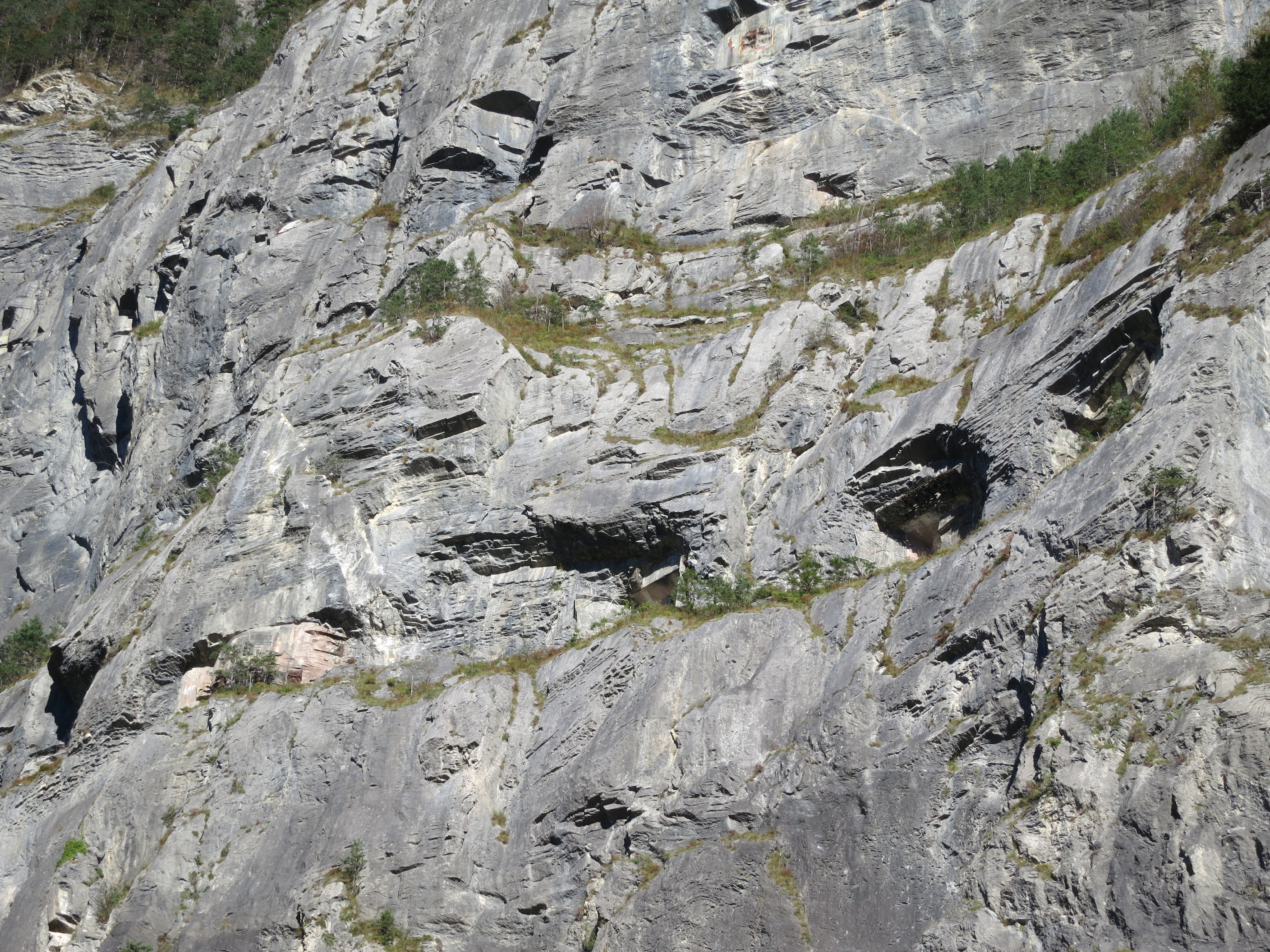
Scharten 4. bis 2. Etage

Für die Aussenverteidigung gab es neben den Infanteriestellungen ausserhalb der Festung kleine in den Fels gehauene Kavernen für die Luftabwehrverteidigung. Der Bau kostete damals rund 5 Mio. Franken.
Nach dem Zweiten Weltkrieg wurden in der 2. Etage vier Panzerabwehrkanonen und sämtliche Mannschafts- und Versorgungsräume mit zusätzlichen Stollen eingebaut. In der 4. Etage wurde neben der Feuerleitstelle für eigene Batterie die Abteilungsfeuerleitstelle eingerichtet, die das Feuer für vier Festungen koordinierte. Für letztere liefen im Verteilzentrum Tschingel alle Telefonverbindungen des Kessels von Sargans zusammen.

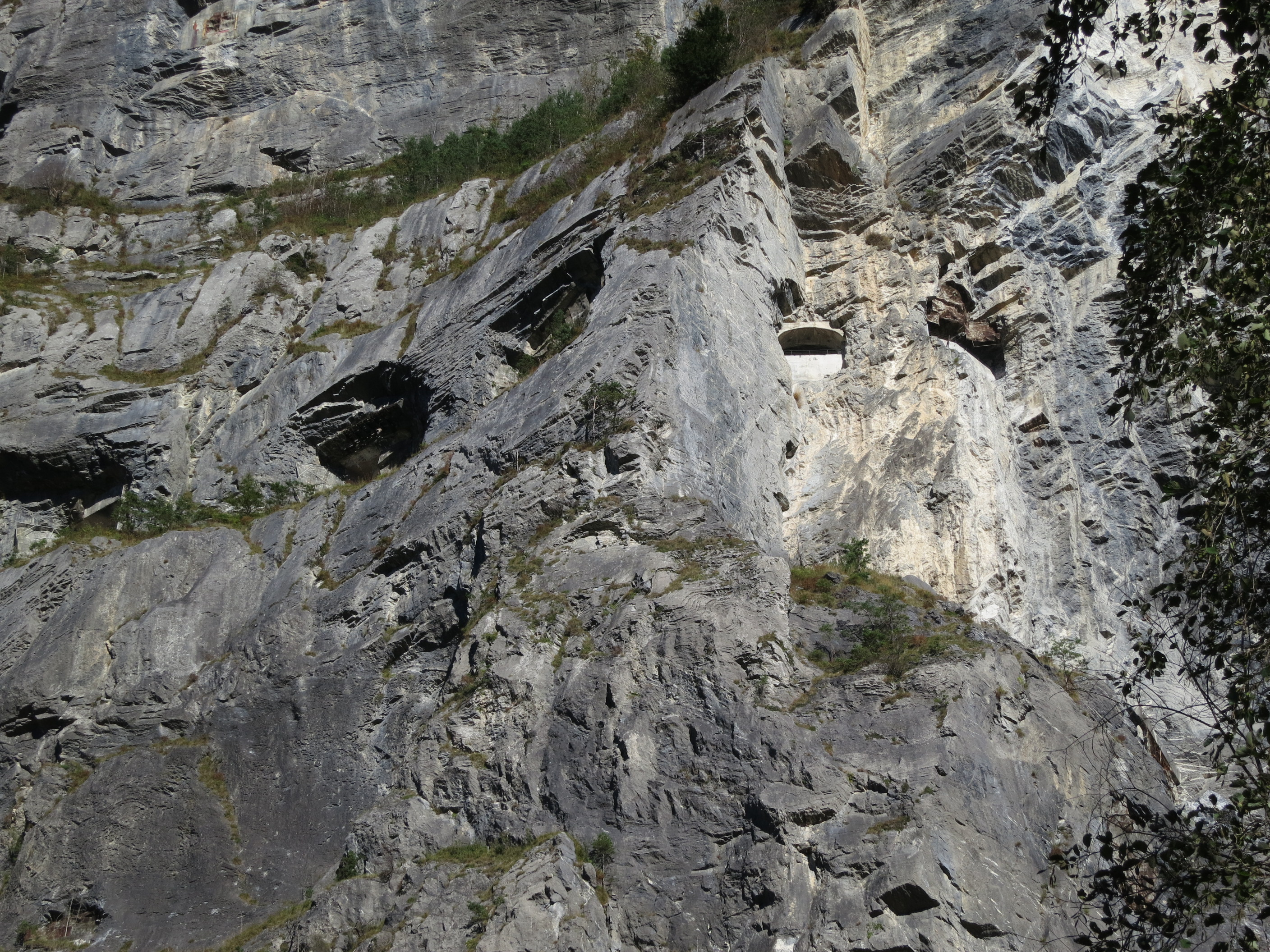
Scharten 2. Etage
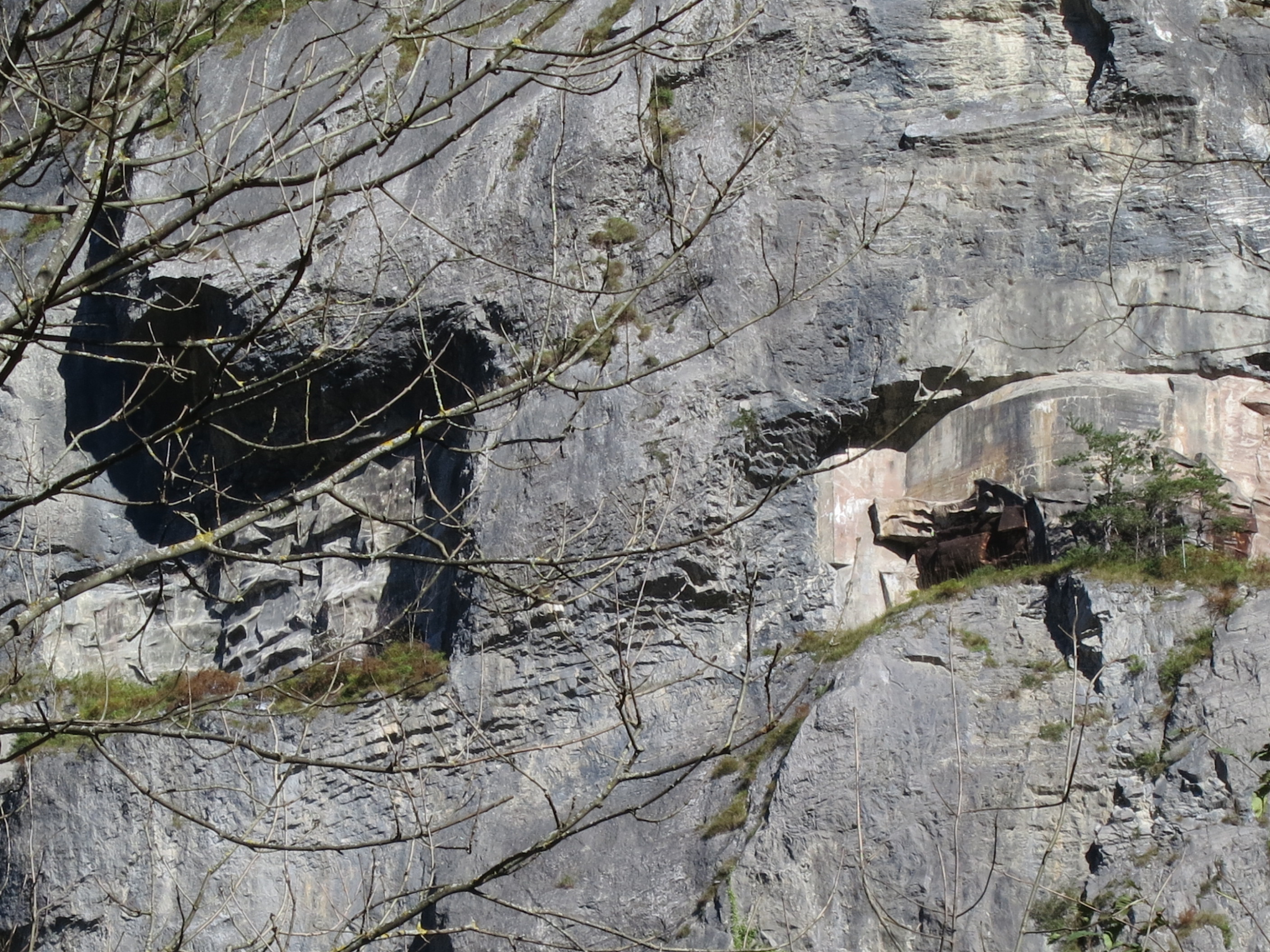
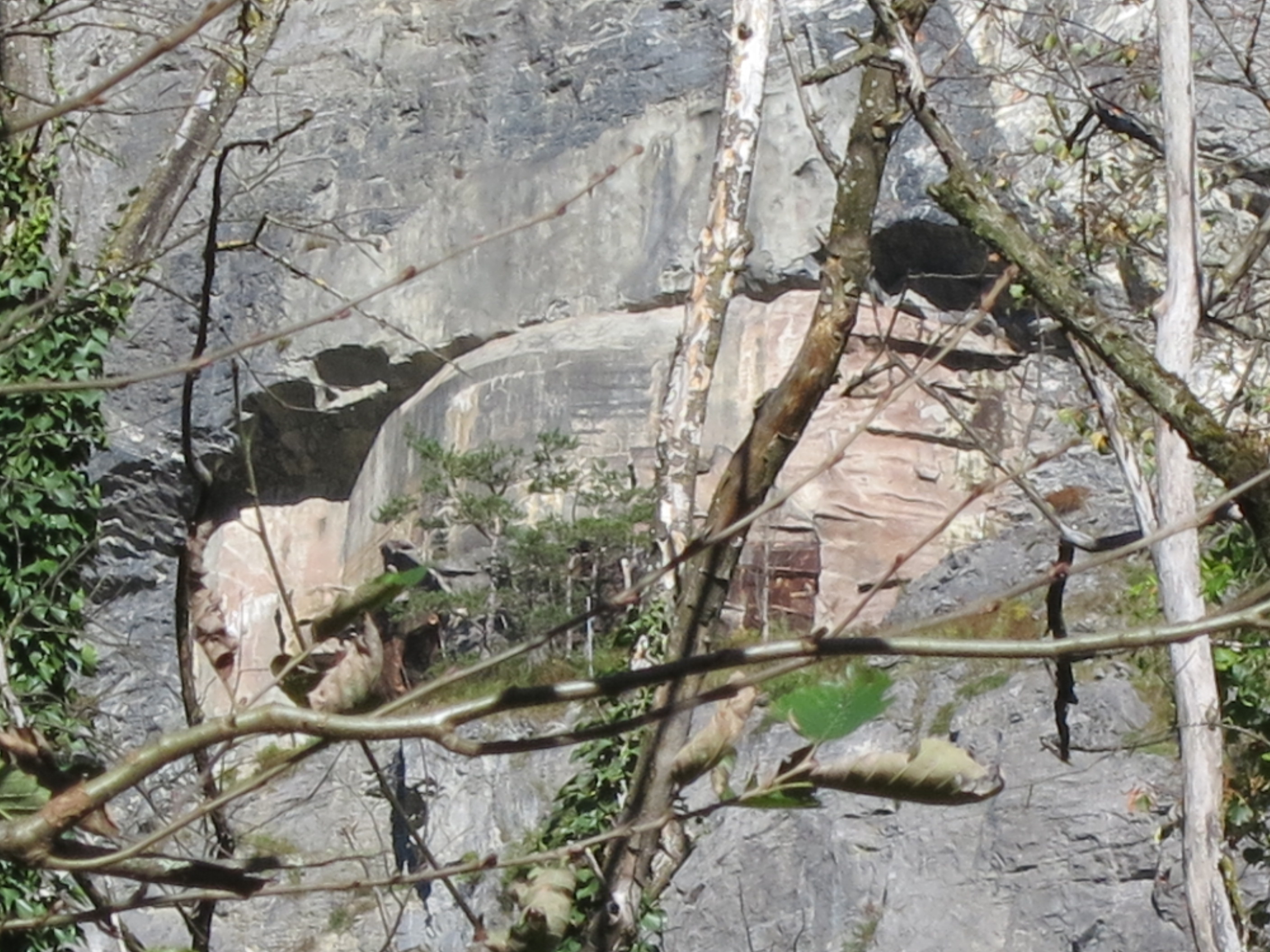
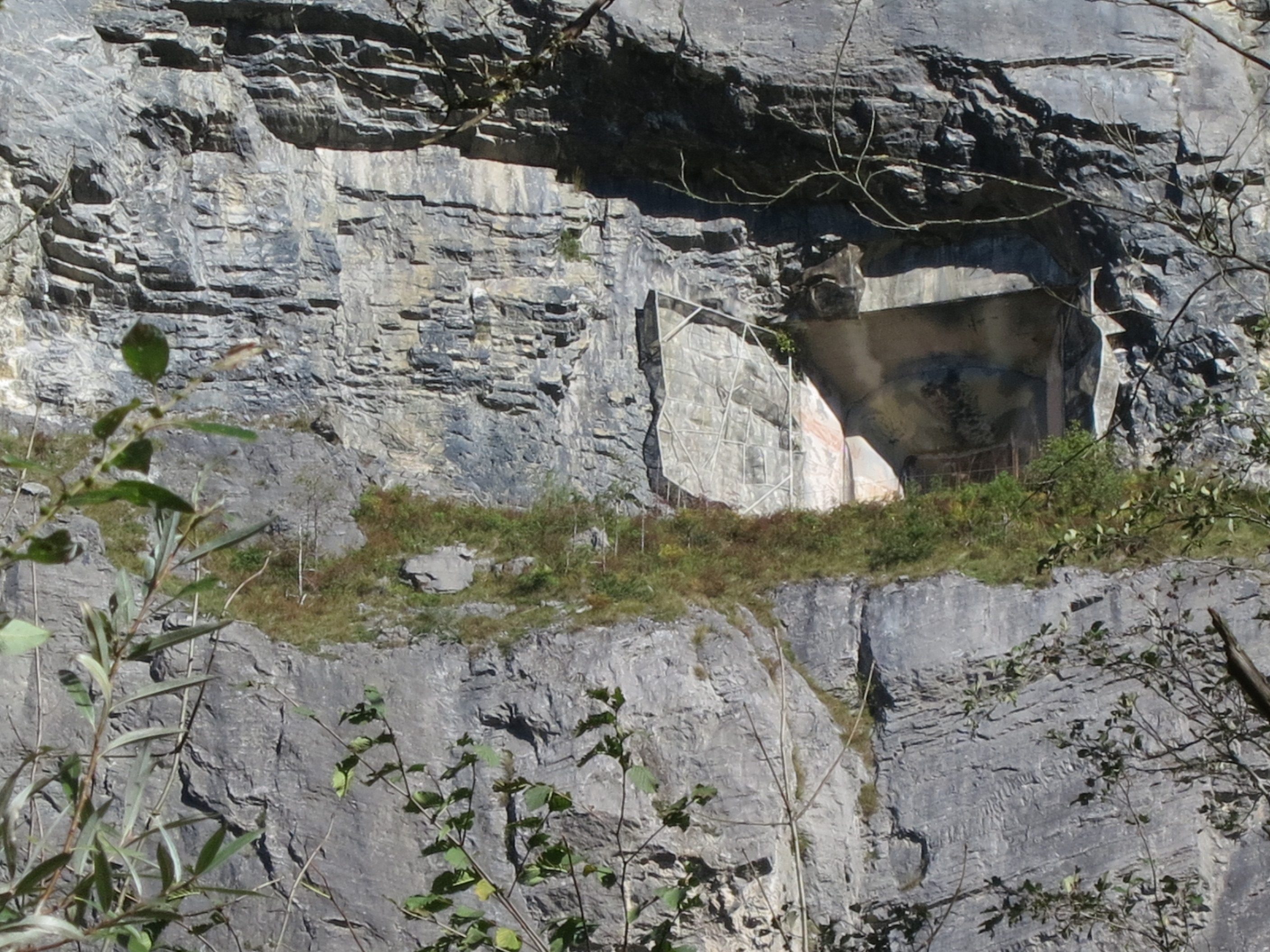
Scharte Geschütz 3

### Stollenschrägaufzug
Die 63 m lange Standseilbahn ist ein Schrägaufzug für Personen- und Materialtransporte zwischen der 1. und 2. Etage und wurde 1946 von der Firma Bell Kriens gebaut. Sie ist eine Windenbahn, die von der Bergstation angetrieben wird und seit 2000 nicht mehr für Personentransporte zugelassen ist. Die Talstation befindet sich auf der 1. Etage auf 545 m und die Bergstation auf der 2. Etage auf 578 m. Ein inzwischen abgebauter Schrägaufzug transportierte Material von der 1. Etage bis zur 3. Etage.

### Bewaffnung
Anfänglich hatte die Festung nur Maschinengewehre und die 1,5 Meter grossen Fliegerabwehrscheinwerfer für die Beleuchtung der Sperre in der Ebene vor Sargans sowie eine 7,5 cm Bunkerkanone BK 39 zum Schutz der Ebene Richtung Bad Ragaz.

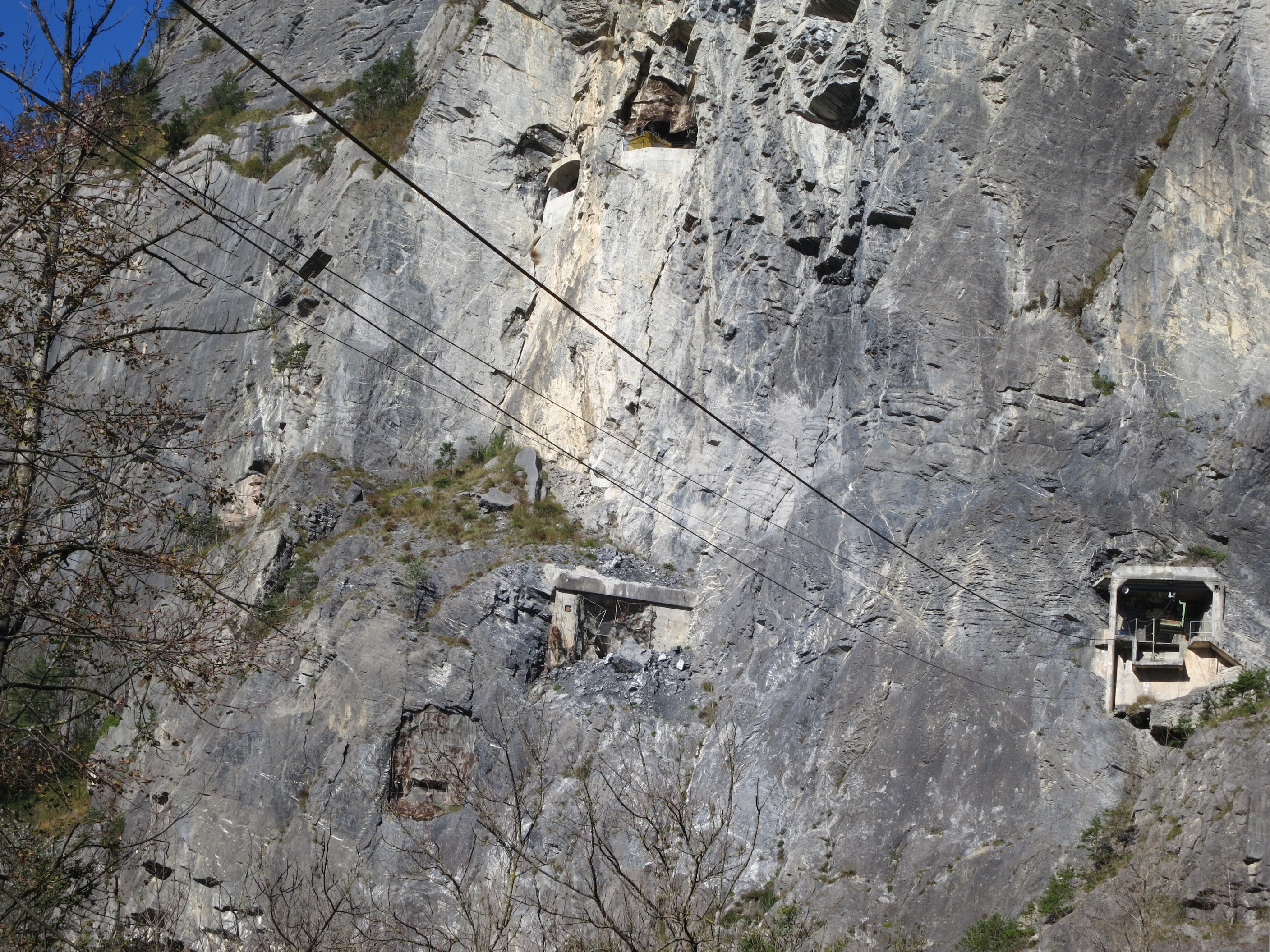
1. Etage: grosse Scharte links für ehemalige 7,5 cm Bunkerkanone, Scharte unten Beobachterstand

Nach 1945 wurden zusätzlich vier 10,5 cm Panzerabwehrkanonen Modell 1946 eingebaut. In den 1960er-Jahren wurden die Bunkerkanone sowie die Maschinengewehre und die 1,5 Meter grossen Flabscheinwerfer ausgebaut.

### Heute
Mit der Armeereform 1995 wurde die Festung Tschingel als Kampfanlage aufgehoben, im Jahr 2000 deklassiert und 2005 von der Armee an den Festungsverein Tschingel verkauft.
Die Festung ist kein Museum, Führungen werden auf Anfrage durchgeführt. Die Anlage wird vom Festungsverein betreut und seit dem Januar 2006 laufend renoviert, um sie der Nachwelt zu erhalten.

## Artilleriewerk Tamina

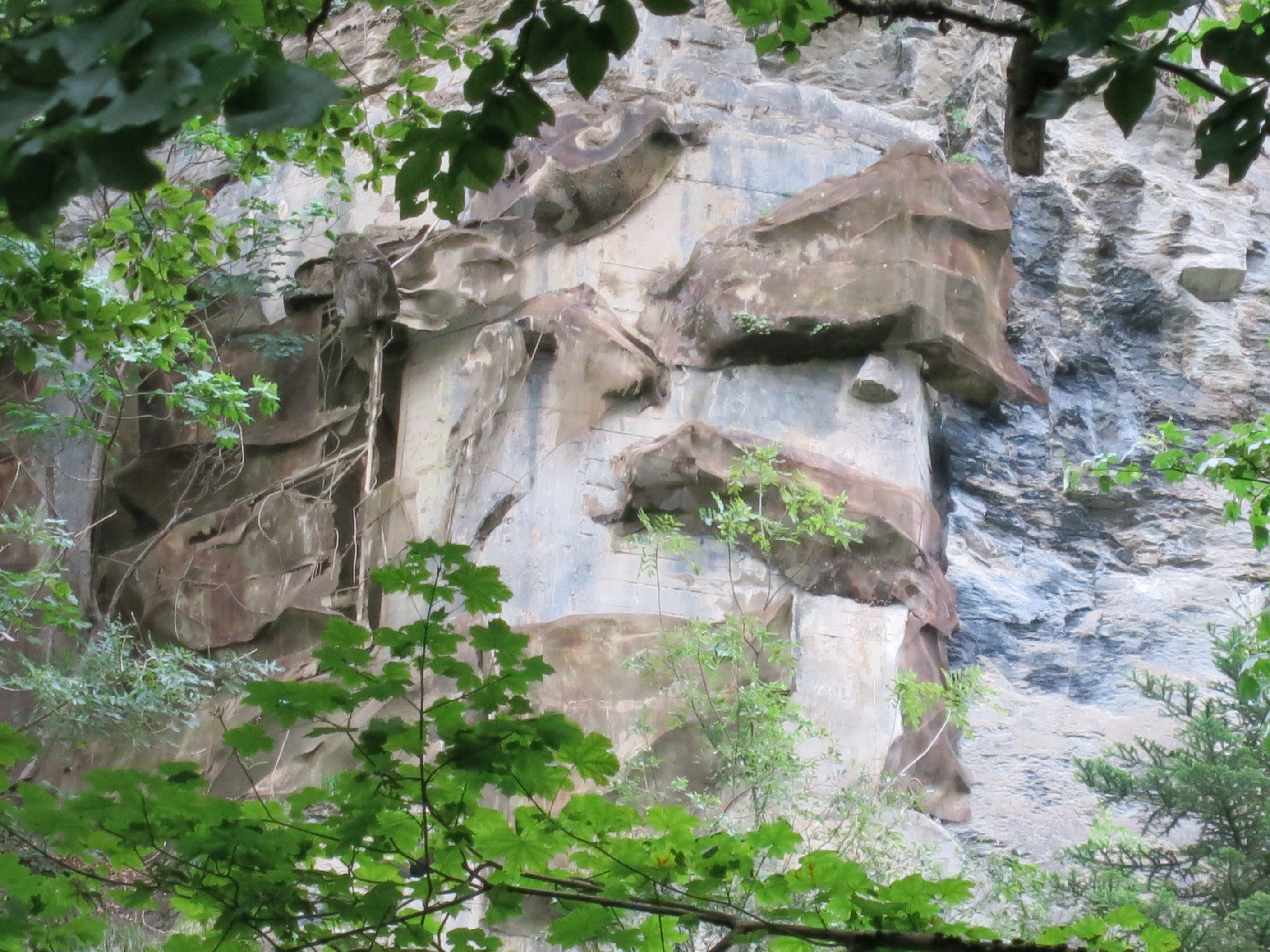
Scharte Artilleriewerk Tamina A 6370

Das Artilleriewerk Tamina (Armeebezeichnung A 6370, Baujahr 1942) befindet sich in Bad Ragaz am Eingang der Taminaschlucht ⊙. Es hatte mit einer 7,5-cm-Bunkerkanone als Gegenwerk das Artilleriewerk Tschingel zu schützen, auf die Sperrstelle Fläsch 1318 zu wirken sowie den Raum nordwestlich von Bad Ragaz abzudecken. Der Zugang erfolgte von oben über mehrere Treppen und über 51 Stufen im Bergesinnern.

## Sperrstelle Ellhorn
Das für die Festung Sargans strategisch wichtige Gebiet des Ellhorns wurde 1948 von der Schweiz durch Landabtausch mit Liechtenstein erworben und sofort mit einem Infanteriebunker (A 6229) und einer Kampfkaverne (A 6224) befestigt. Die Hauptteile der Sperrstelle Ellhorn (Sperrstellen Nr. 1307) befinden sich in der Sperrstelle Schollberg (Sperrstellen Nr. 1306) auf dem Gebiet des Kantons St. Gallen. Der Infanteriebunker war mit zwei Maschinengewehren, die Kampfkaverne mit einer 7,5 cm Bunkerpanzerabwehrkanone 38 L49 und einem Maschinengewehr bewaffnet. Das Infanteriewerk Ellhorn wurde 1982 ausser Dienst gestellt.

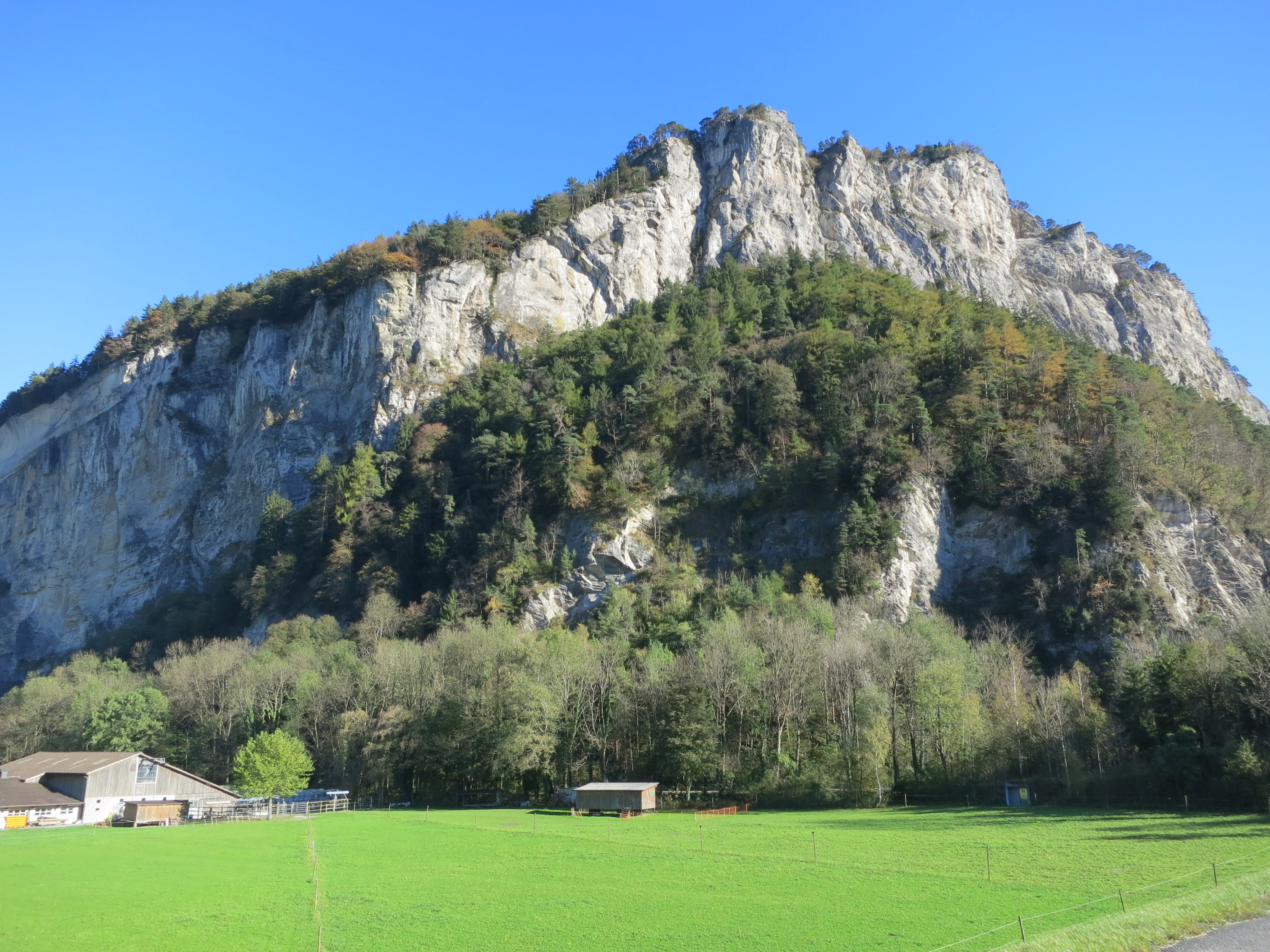
Infanteriewerk Ellhorn A 6224: 7,5 cm BPak 38 L49, 1 Mg
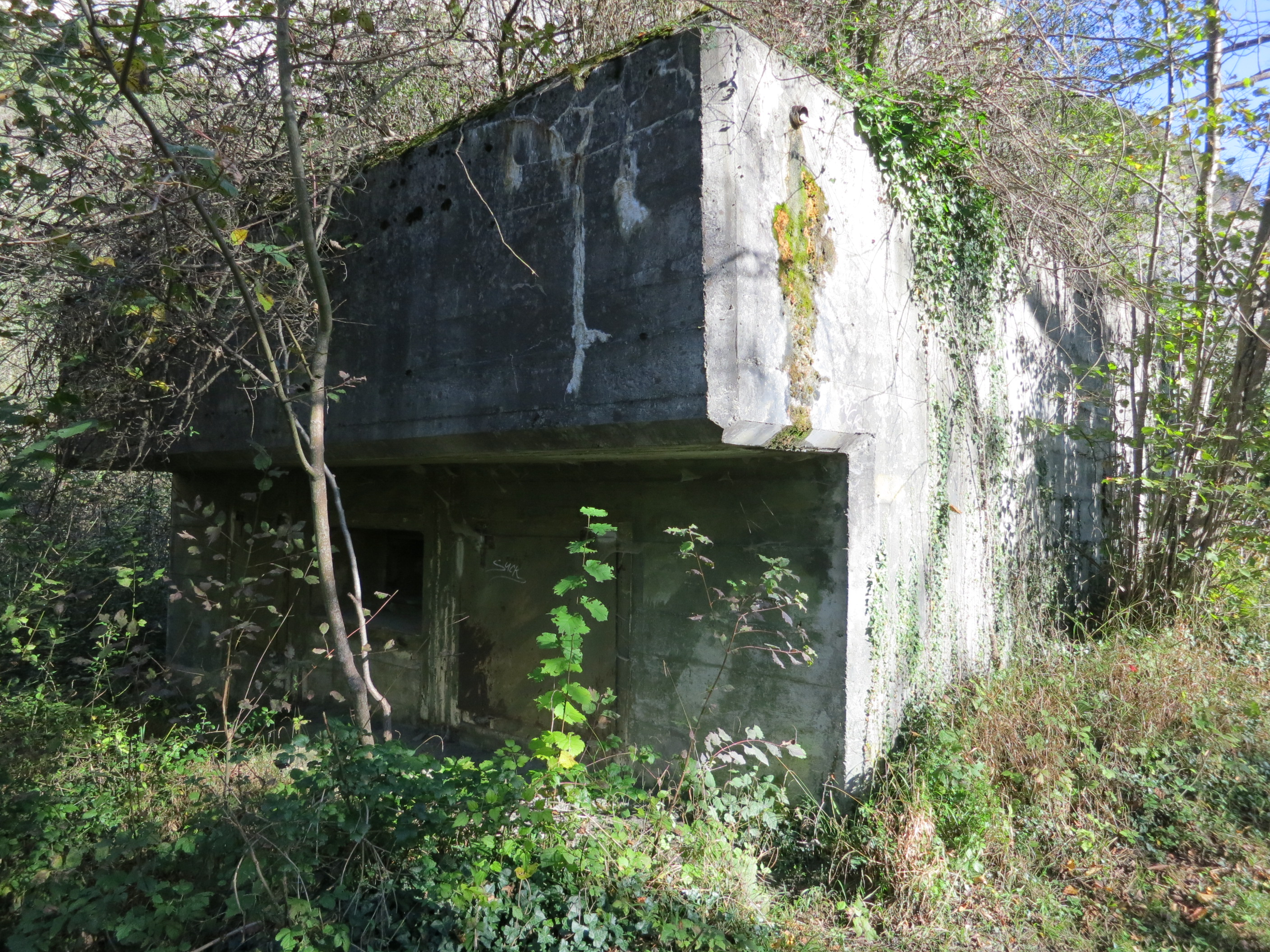
Infanteriebunker Ellstein A 6229: 2 MG
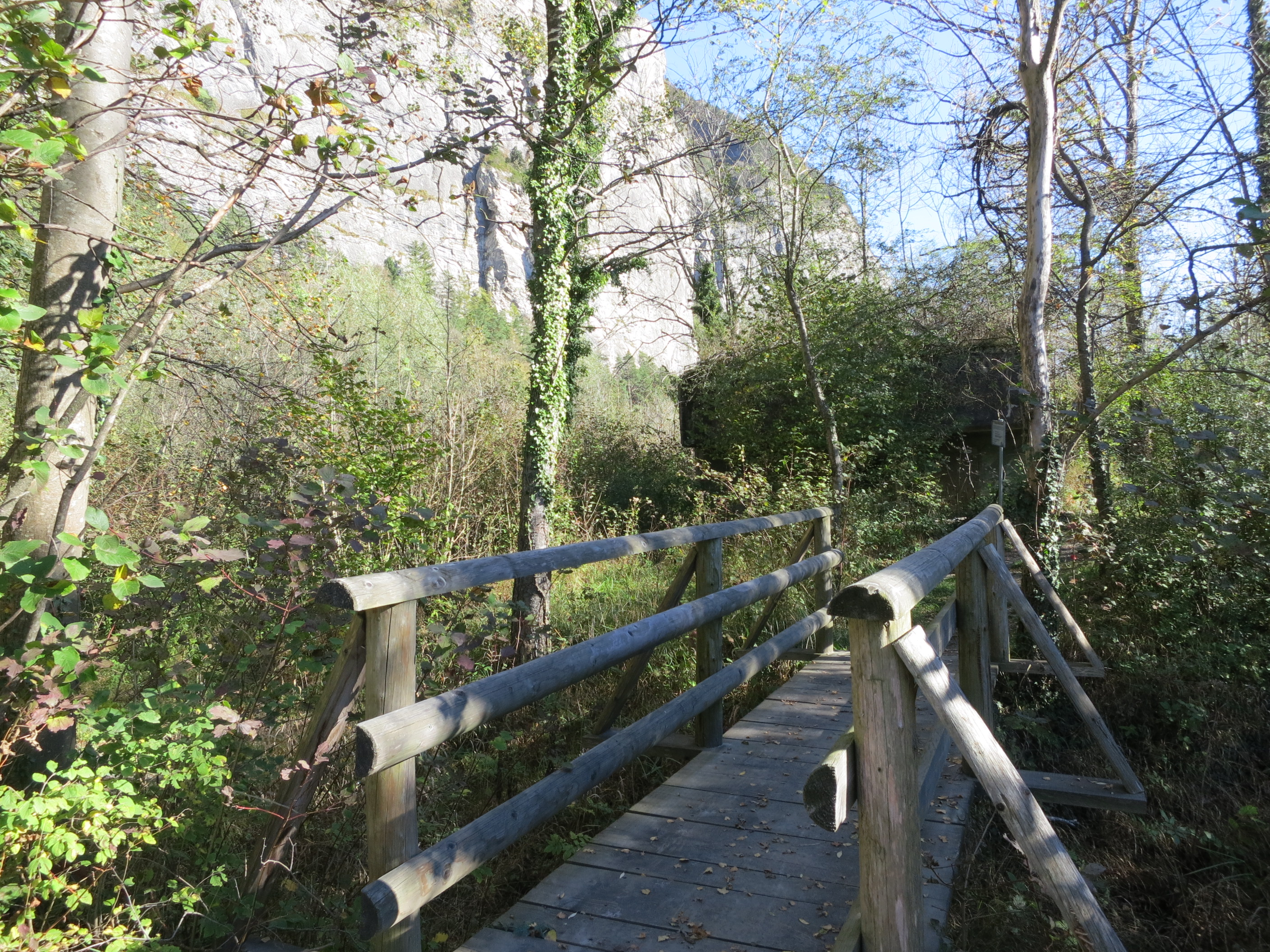
Bunker Ellstein
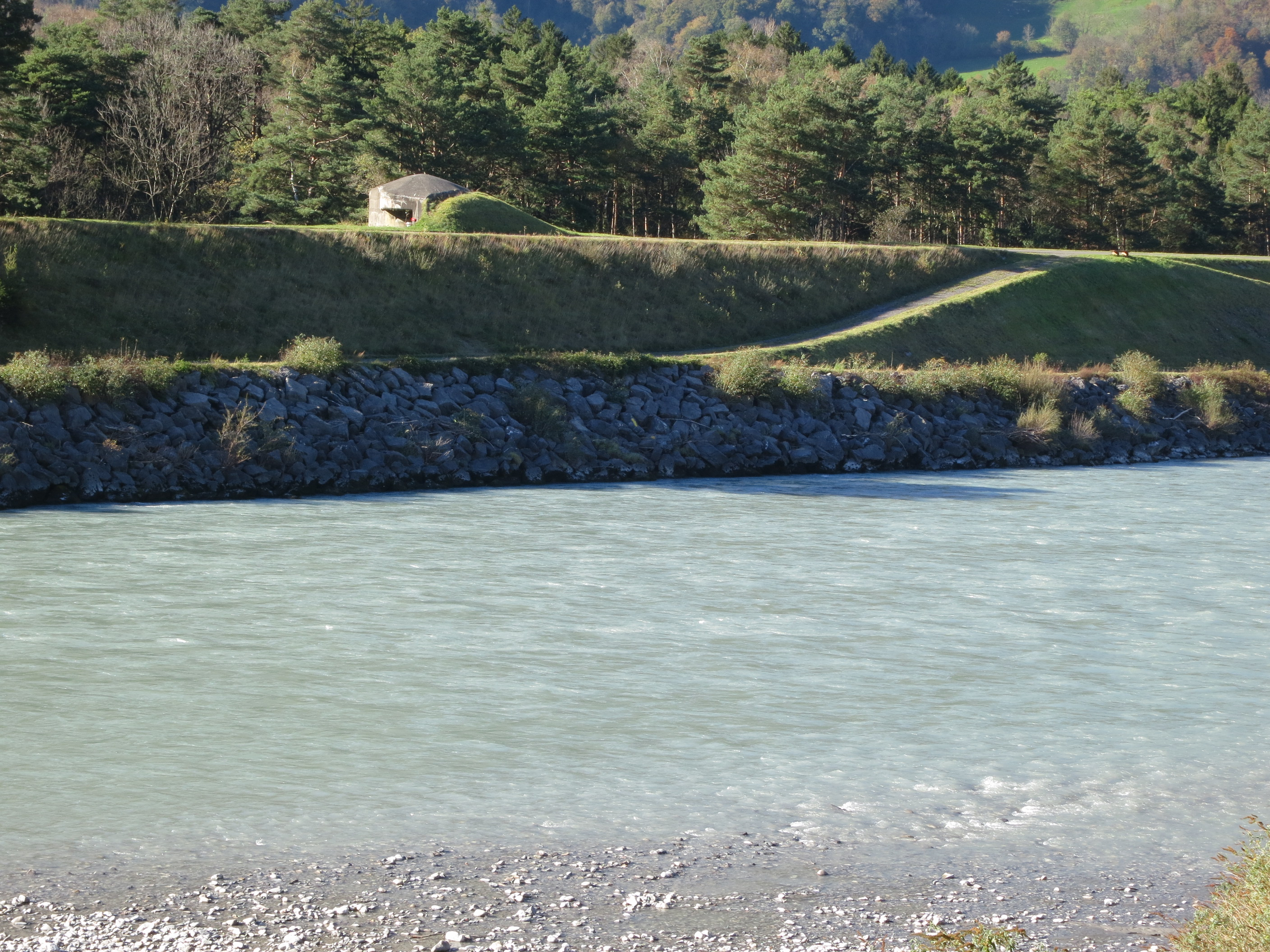
Bunker Sarganserau